# Верба гостролиста
Верба́ гостролиста (Salix acutifolia) — дводомна рослина родини вербових. Інші назви: червона шелюга́, червоний верболіз, краснотал.

## Біологічний опис

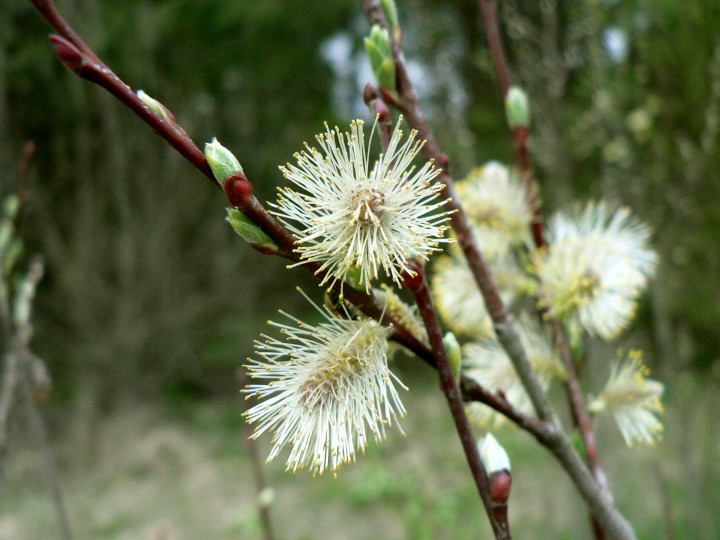
Суцвіття верби гостролистої

Дерево або кущ до 5 м заввишки. Кора червона або жовта. Листки цілісні, чергові, ланцетні, видовжено-загострені, залозисто-пилчасті, голі, зверху зелені, знизу — сизуваті, 6-15 см завдовжки. Квітки одностатеві, в сидячих, яйцюватих, товстих сріблястоволосистих сережках до 3,5 см завдовжки. Плід — коробочка. Цвіте у березні — квітні, задовго до появи листя. Дає бджолам дуже ранній взяток.

## Поширення

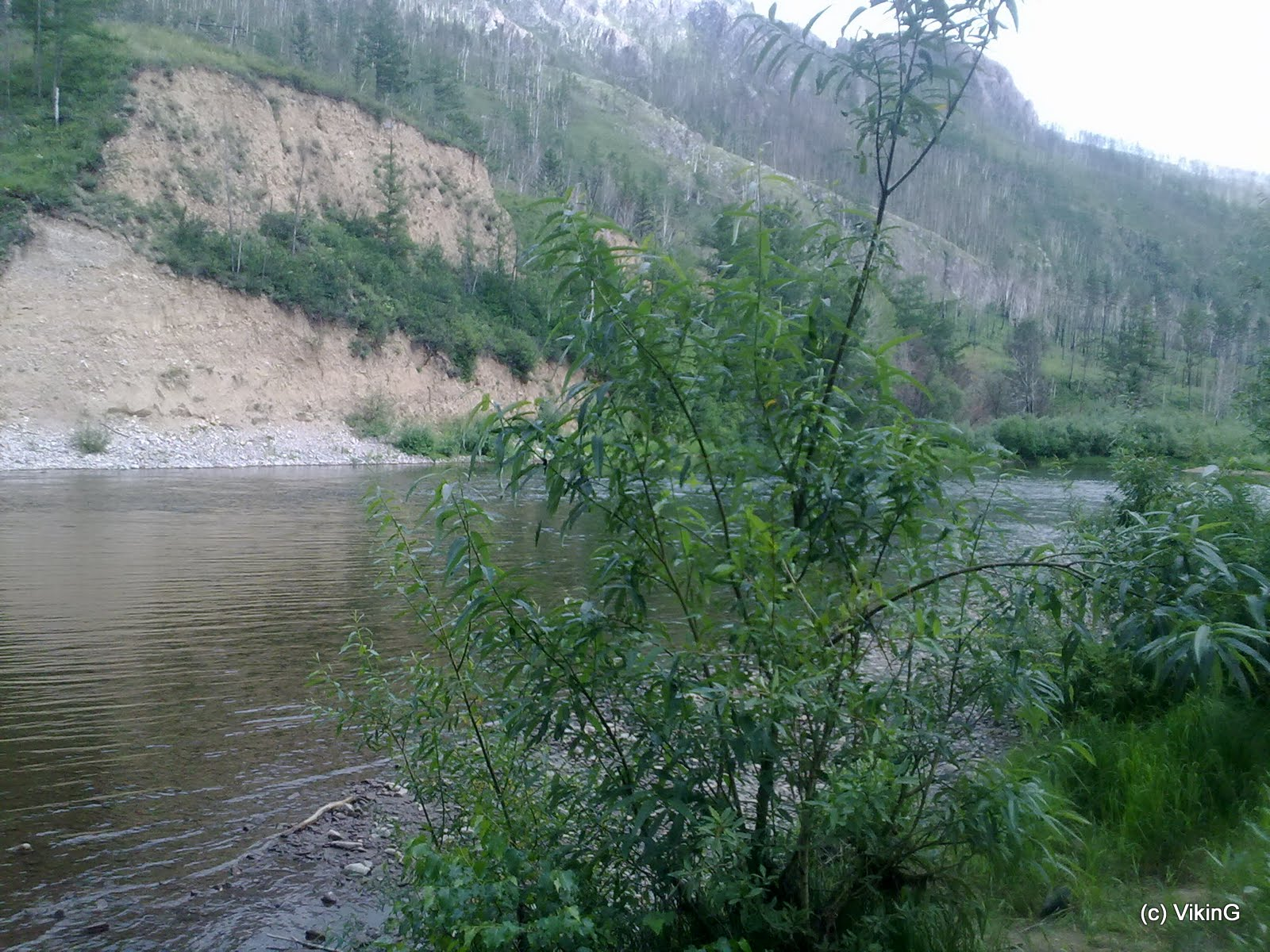
Верба гостролиста в Хакасії

Поширена у Фінляндії, Литві, Білорусі, Україні, європейській частині Росії, на Північному Кавказі і в Західному Сибіру.

### В Україні
Росте майже по всій Україні (крім Карпат і Криму) по берегах річок і водойм, на прирічкових піщаних терасах. Культивують як декоративну рослину. Також як фітомеліоративна культура, незамінна у степовому лісорозведенні при облісненні голих пісків і створенні захисних насаджень навколо водойм.

## Хімічний склад
Кора Верби гостролистої містить дубильні речовини (близько 12 %), флавоноїди, флавонові глікозиди (2,5-3 %).

## Фармакологічні властивості і використання
Відвар кори Верби гостролистої має анальгетичні, заспокійливі, протизапальні, жарознижувальні, потогінні, протималярійні, антисептичні, кровоспинні, ранозагоювальні, в'яжучі й протиглисні властивості. Його вживають при головному болю, невралгії, різних формах неврозу, ревматизмі, подагрі, застудних хворобах, малярії, нестравленні їжі у шлунку, запальних явищах у шлунку та кишках, жовтяниці, хворобах селезінки і печінки (коли вони перевантажені великими дозами токсинів), проносах, запаленнях сечоводу, при гінекологічних та інфекційних хворобах, шлункових, кишкових, маткових та інших кровотечах.
Зовнішньо відвар кори використовують для полоскань (при стоматиті, гінгівіті, пародонтозі, ангіні, запальних процесах ротової порожнини і горла), для ножних ванн (при гіпергідрозі, флебіті, варикозному розширенні вен, слабкості м'язів ніг після тяжких хвороб) та для обмивання ран і виразок.

## Лікарські форми і застосування
Внутрішньо — відвар кори (15 г на 200 мл окропу) по 1 столовій ложці тричі на день; настій кори (1 чайна ложка на 200 мл окропу, настоюють до охолодження, проціджують) по 1 столовій ложці 4-5 разів на день; порошок кори по 0,5-1 г на ніч.
Зовнішньо — настій для ванн (1 чайна ложка порошку кори на 400 мл холодної води, настоюють 8 годин, проціджують) при гіпергідрозі; міцний відвар кори для полоскань, промивання ран та ножних ванн.

## Заготівля і зберігання
Використовують кору, зібрану в період сокоруху з 3-4-річних гілок. Сушать на відкритому повітрі або в приміщенні, яке добре провітрюється. Сухої сировини виходить 33 % .
Рослина неофіцинальна.